# Burr Oak (Kansas)
Burr Oak è un comune degli Stati Uniti d'America, situato nello Stato del Kansas, nella Contea di Jewell.